# Get Low
«Get Low» —en español: ‘Agáchate’— es una canción realizada por el disc jockey y productor estadounidense Dillon Francis en coproducción con el disc jockey y productor francés DJ Snake. Acompañado con un vídeo musical, la canción se convirtió en un éxito masivo en las pistas de baile europeos. La canción consiste en las siguientes frases, "Get low when the whistle go" ("Agáchate cuando suene el silbato") mientras se intercala con diversas exclamaciones como "Barbes, Yalla Habibi" (traducido del idioma árabe como "Vamos, mi amor") entre gritos femeninos. La canción es una pista disponible en el juego Need For Speed Underground, también en Just Dance 2015. También aparece en la banda sonora de la película Furious 7, y en el videojuego Forza Horizon 2 Presents Fast & Furious que es una expansión independiente del videojuego de carreras Forza Horizon 2. El remix oficial de la canción cuenta con las voces de Rae Sremmurd. Esta versión fue incluida en una edición especial del álbum de Francis, Money Sucks, Friends Rule editada en abril de 2015. El video musical está dirigido por Mister Whitmore.
La canción está basado en el estilo árabe de origen magrebí, que incluye el sampleo de la percusión de la canción «Alaoui» de la banda franco-argelina de folk, Orchestre National de Barbès.

## Lista de canciones
| Descarga digital – sencillo |           |          |  |
| N.º                         | Título    | Duración |  |
| 1.                          | «Get Low» | 3:32     |  |

| Descarga digital (Remixes) – EP |                              |          |  |
| N.º                             | Título                       | Duración |  |
| 1.                              | «Get Low» (Rebirth in Paris) | 3:05     |  |
| 2.                              | «Get Low» (W&W Remix)        | 3:33     |  |
| 3.                              | «Get Low» (TrollPhace Remix) | 3:34     |  |
| 4.                              | «Get Low» (Aazar Remix)      | 4:22     |  |
| 5.                              | «Get Low» (Neo Fresco Remix) | 4:42     |  |

| Descarga digital – remix |                                      |          |  |
| N.º                      | Título                               | Duración |  |
| 1.                       | «Get Low» (Remix) (con Rae Sremmurd) | 3:34     |  |

## Posicionamiento en listas
| Listas (2014-15)                            | Mejor Posición |
| ------------------------------------------- | -------------- |
| Alemania (Official German Charts)           | 79             |
| Australia (ARIA)                            | 44             |
| Austria (Ö3 Austria Top 40)                 | 55             |
| Bélgica (Flandes) (Ultratip Bubbling Under) | 8              |
| Canadá (Canadian Hot 100)                   | 48             |
| Escocia (Scottish Singles Chart)            | 64             |
| Estados Unidos (Billboard Hot 100)          | 61             |
| Estados Unidos (Dance/Electronic Songs)     | 5              |
| Estados Unidos (Hot Dance Club Songs)       | 50             |
| Francia (SNEP)                              | 93             |
| Grecia (Greece Digital Songs)               | 2              |
| Reino Unido (UK Singles Chart)              | 88             |

### Certificaciones
| País           | Organismo certificador | Certificación | Ventas | Ref.   |
| -------------- | ---------------------- | ------------- | ------ | ------ |
| Canadá         | Music Canada           | Platino       | 80 000 | [ 16 ] |
| Estados Unidos | RIAA                   | Platino       | 1 000  | [ 17 ] |